# Лот (одиниця вимірювання)
Лот (нім. Lot від сер.-в.-нім. lot — «свинець») — дометрична одиниця вимірювання маси.
У Німеччині.
Старовинний німецький лот дорівнює пів унції (семунція) або 1/16 марки або становить 1/32 фунта. У перекладі на метричні міри 1 фунт = 0,4677 кг.
У Росії.
Використовувалася (очевидно, запозичено в Німеччині) в другій половині XVIII — початку XX століття в), рівна 1/32 фунта або 3 золотника або 288 долям або 12,797 251 191 395 300 грамів. Зокрема, лот широко застосовувався при визначенні поштового збору залежно від ваги кореспонденції.